# Жуан Бернарду Вієйра
Жуан Бернарду Вієйра (порт. João Bernardo "Nino" Vieira; нар. 27 квітня 1939 — † 2 березня 2009) — правитель Гвінеї-Бісау з перервами протягом 23-х років: прем'єр-міністр Гвінеї-Бісау з 28 вересня 1978 до 14 листопада 1980, президент Гвінеї-Бісау з 14 листопада 1980 до 14 травня 1984, з 16 травня 1984 до 7 травня 1999 і з 1 жовтня 2005 по 2 березня 2009.

## Біографія
За фахом — електрик. У 1960 році вступив в Африканську партію незалежності Гвінеї і островів Зеленого Мису Амілкара Кабрала, що вела партизанську боротьбу за незалежність цих країн від Португалії, він очолював бойове крило повстанців і швидко став одним з лідерів партії під партизанською кличкою Ніно. Після проголошення незалежності країни в 1973 році Вієйра стає головою Національної народної асамблеї, потім — прем'єр-міністром. У 1980 економічні проблеми привели до того, що Вієйра провів безкровний переворот і повалив уряд першого глави країни Луїша ді Алмейди Кабрала. Вієйра став одним з дев'яти членів військового уряду і його головою. У 1984 р. відбувся перехід до цивільного правління, і був відновлений колишній комуністичний режим ПАІГК, а Вієйра став головою держави. У 1991 році були дозволені опозиційні політичні партії, а в 1994 пройшли багатопартійні вибори, на яких Вієйра був в другому турі вибраний президентом і 29 вересня 1994 став першим демократичним президентом Гвінеї-Бісау. У 1998 році переобраний головою ПАІГК.
Того ж року відбувся конфлікт між Вієйрою і звільненим ним командувачем армією Ансумане Мане. Почалася громадянська війна, втім, незабаром було підписано мирну угоду і сформований перехідний уряд. Але 27 листопада 1998 парламент оголосив імпічмент Вієйрі. Громадянська війна знов розгорілася. У травні 1999 сили Вієйри капітулювали, і він втік до Португалії. У вересні його виключили з ПАІГК.
Після того, як в результаті нового військового перевороту в 2003 р. був повалений президент Кумба Яла, Вієйра в 2005 році виставив свою кандидатуру на президентських виборах як незалежний кандидат і переміг в другому турі.

### Смерть
В останні місяці правління між Вієйра і начальником генштабу Тагме На Ває (Tagme Na Waie) склалися вкрай напружені відносини. В листопаді 2008 року військові намагалися захопити резиденцію президента і обстріляли її з гармат, проте атака була відбита. У грудні 2008 начгенштаба публічно заявив, що прихильники президента намагалися його вбити. 
1 березня 2009 Тагме На Ває загинув в результаті теракту в будівлі генерального штабу від вибуху бомби.
Наступного дня, 2 березня 2009, вранці Жуан Бернарду Вієйра був застрелений, коли намагався втекти від вояків, що напали на його резиденцію. Вояки вважали, що замах став відповіддю на вбивство начальника генштабу Тагме На Ває.